# Horbach (Westerwald)
Pour les articles homonymes, voir Horbach.
Horbach est une municipalité de la Verbandsgemeinde de Montabaur, dans l'arrondissement de Westerwald, en Rhénanie-Palatinat, dans l'ouest de l'Allemagne.